# 北美刺龍葵

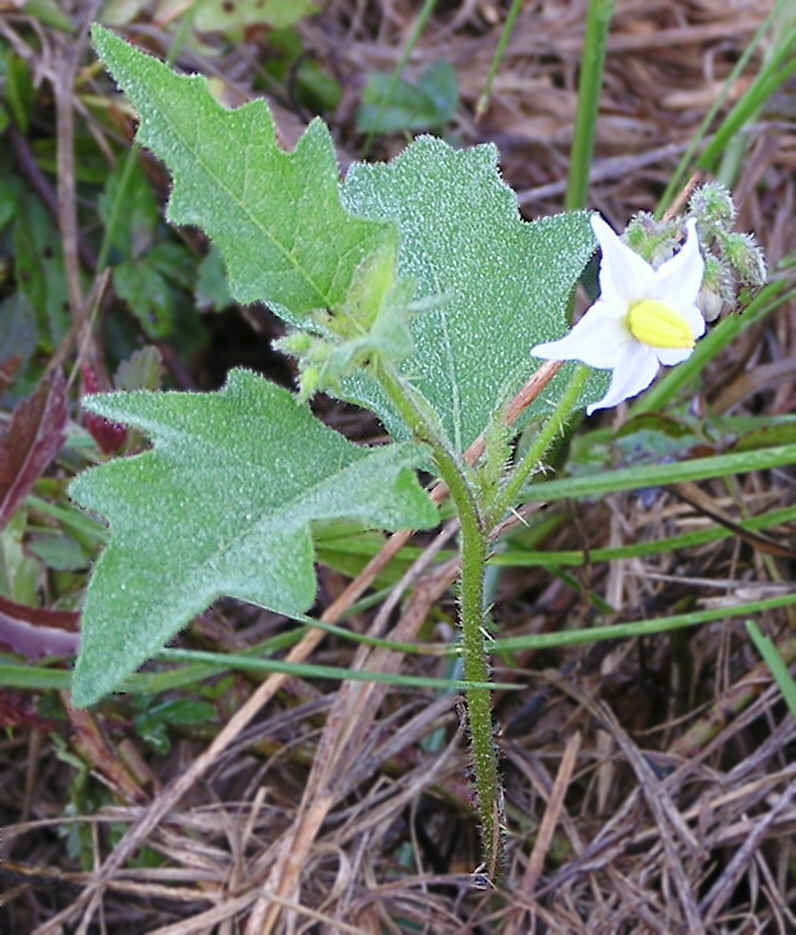

北美刺龙葵（学名：Solanum carolinense L.），是茄科（茄属）的多年生草本植物，原产地为美国东南部伊利诺伊州、马萨诸塞州、佛罗里达州和德克萨斯州等地区。当前，北美刺龙葵已扩散至美国全境以及大洋洲、欧洲、中南美洲、亚洲、非洲的36个国家和地区。